# Kompania Węglowa
Kompania Węglowa S.A. (KW) je polská společnost zabývající se především těžbou černého uhlí, zároveň se jedná o největší těžební společnost v Evropské unii.
Společnost, která sídlí v Katowicích, vznikla v roce 2003 sloučením několika důlních podniků. Nyní zaměstnává 66 tisíc pracovníků a její roční těžební kapacita je 55 mil. tun uhlí.

## Doly společnosti
Jednotlivé doly patřící KW jsou soustředěny do čtyř dobývacích center: Západ, Sever, Východ a Jih.

### Dobývací centrum Západ
- Důl Knurów (Knurów)
- Důl Sośnica-Makoszowy (Zabrze)
- Důl Szczygłowice (Knurów)

### Dobývací centrum Sever
- Důl Bielszowice (Ruda Śląska)
- Důl Bobrek-Centrum (Bytom)
- Důl Halemba-Wirek (Ruda Śląska)
- Důl Pokój (Ruda Śląska)
- Hornický podnik Piekary (Piekary Śląskie)

### Dobývací centrum Východ
- Důl Bolesław Śmiały (Łaziska Górne)
- Důl Brzeszcze-Silesia (Brzeszcze)
- Důl Piast (Bieruń)
- Důl Ziemowit (Lędziny)